# Fiat 147

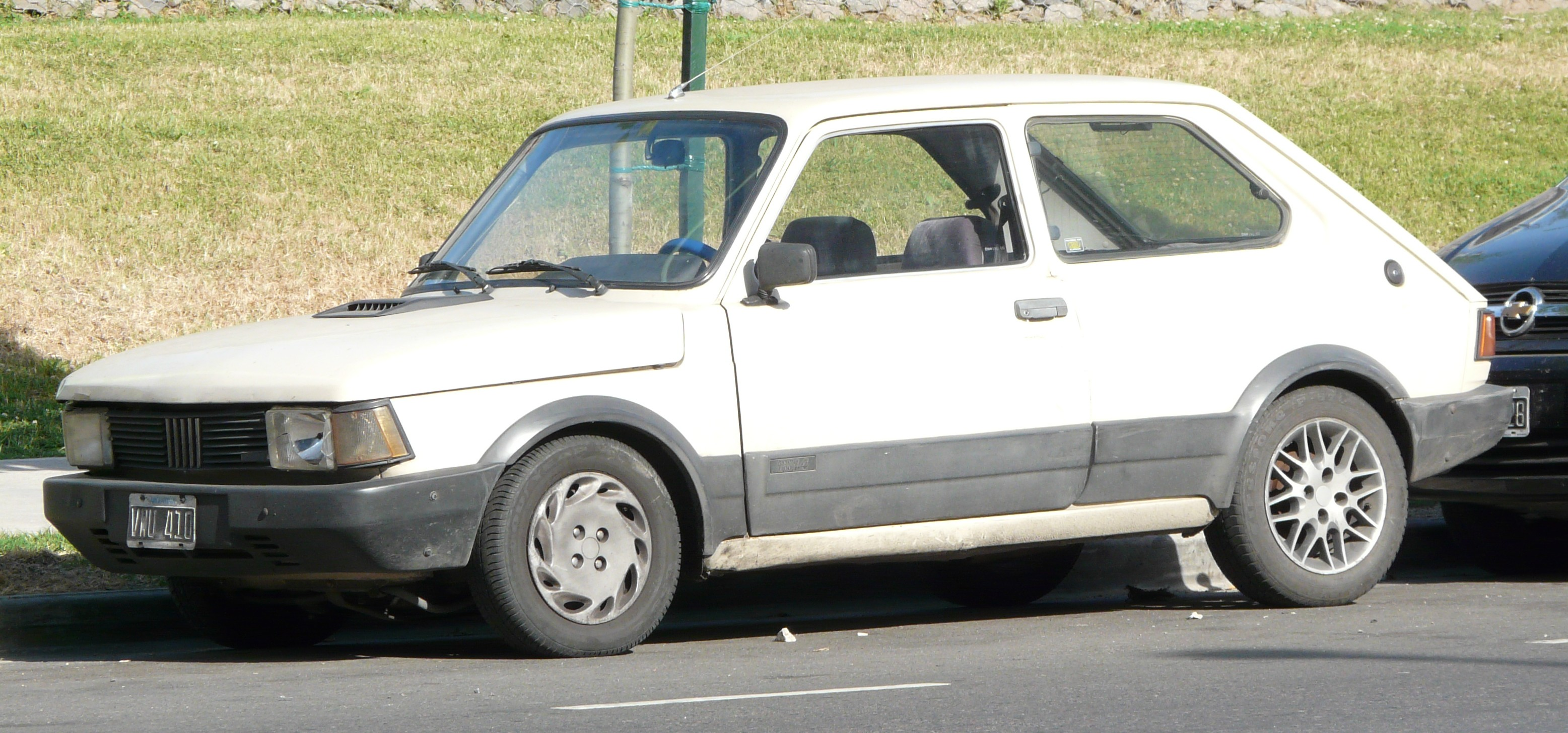
Fiat Spazio w Buenos Aires w 2008 roku

Fiat 147 – trzydrzwiowy hatchback produkowany przez włoską firmę Fiat w brazylijskim stanie Minas Gerais w latach 1976 - 1986. Został zastąpiony przez Fiata Uno. Jest to brazylijska odmiana Fiata 127. Samochody te montowano także w Argentynie, Brazylii i Kolumbii.

## Paliwo
Fiat 147 był pierwszym brazylijskim samochodem który napędzany był etanolem zamiast benzyny. Osiągi w porównaniu do modelu 127 nieznacznie wzrosły, zużycie paliwa było natomiast o 30% wyższe, cena alkoholu była jednak znacznie niższa niż benzyny. Wysoka cena standardowego paliwa była konsekwencją kryzysu naftowego, który nastąpił w 1973 roku. Wersja napędzana alkoholem otrzymała przydomek "cachacinha" (mała cachaça, napój z trzciny cukrowej) z powodu zapachu paliwa.

## Modele pochodne
Na Fiacie 147 bazował sedan Fiat Oggi oraz kombi Fiat Panorama, oba produkowane od 1980 roku. Występowały także wersje van oraz pick-up Fiorino.

## Produkcja
Łącznie powstało 1 269 312 sztuk w brazylijskiej fabryce Fiata w Betim, dodatkowo 232 807 sztuk wytworzonych przez Fiat Argentina i Sevel Argentina.

## Dane techniczne

### Silnik
- R4 1,0 l (1049 cm³), 2 zawory na cylinder, OHV
- Układ zasilania: gaźnik Solex-Brosol H 32 DIS-1
- Średnica cylindra × skok tłoka: 76,00 mm × 57,80 mm
- Stopień sprężania: 7,4:1
- Moc maksymalna: 57 KM (42 kW) przy 5800 obr./min
- Maksymalny moment obrotowy: 76 N•m przy 3800 obr./min

### Osiągi
- Przyspieszenie 0-100 km/h: b/d
- Prędkość maksymalna: b/d